# Свирко, Светлана Игоревна
Светла́на И́горевна Свирко́ (род. 26 июля 1969, Ленинград) — российский театральный режиссёр, актриса.

## Биография
Светлана Свирко родилась 26 июля 1969 года в Ленинграде. Работала библиотекарем в Государственной Публичной библиотеке имени М. Е. Салтыкова-Щедрина.
В 1996 году окончила факультет актёрского искусства и режиссуры Санкт-Петербургской государственной академии театрального искусства («Мастерская Г. А. Товстоногова», курс доктора искусствоведения, профессора И. Б. Малочевской) по специальности режиссура драмы.
Как театральный режиссёр получила известность после постановки спектакля «Закликухи» по собственному сценарию. Спектакль номинант театральной премии Золотой софит, был с успехом принят на Авиньонском фестивале.
Преподаёт режиссуру и актёрское мастерство в Санкт-Петербургском государственном институте культуры.

## Творчество

### Роли в кино
| Год  |     | Название                                                          | Роль                                  |
| ---- | --- | ----------------------------------------------------------------- | ------------------------------------- |
| 1989 | ф   | Сирано де Бержерак                                                | Мадлен                                |
| 1990 | ф   | Рок-н-ролл для принцесс                                           | Принцесса Хроникамара                 |
| 1991 | ф   | Жертва для императора                                             | Клотильда                             |
| 1994 | ф   | Замок                                                             | Ольга                                 |
| 1995 | ф   | Эликсир                                                           | Олимпия                               |
| 1999 | тф  | Одна любовь души моей                                             | Вера Вяземская                        |
| 2000 | ф   | Текст или апология комментария                                    | Молодая дама                          |
| 2001 | ф   | Конец века. Хроники смутного времени                              | Ольга Лежнёва                         |
| 2001 | ф   | Memorabilia. Собрания памятных вещей                              | Актриса в роли Офелии                 |
| 2002 | с   | Агентство «Золотая пуля» «Дело о воскресшем мертвеце»             | Полина Ратнер                         |
| 2002 | ф   | Русский ковчег                                                    | Александра Фёдоровна, жена Николая I  |
| 2003 | ф   | Отец и сын                                                        | Имя персонажа не указано              |
| 2003 | с   | Улицы разбитых фонарей. Менты-5. «Крымский серпантин» часть 1 и 2 | Ольга Феоктистова                     |
| 2003 | ф   | Петербург                                                         | Наташа                                |
| 2003 | тф  | Pietarin myytti                                                   | poetry reader                         |
| 2004 | ф   | Демон                                                             | Имя персонажа не указано              |
| 2006 | мф  | Вечные вариации. Тезей. Фауст                                     | Имя персонажа не указано              |
| 2006 | ф   | Пушкин. Последняя дуэль                                           | Вера Вяземская                        |
| 2007 | тф  | Луна в зените                                                     | Анна Ахматова во снах                 |
| 2011 | мтф | Маяковский. Два дня                                               | Маруся Бурлюк, жена Давида Бурлюка    |
| 2012 | мтф | Жизнь и судьба                                                    | Имя персонажа не указано              |
| 2013 | ф   | Сталинград                                                        | Рая                                   |
| 2013 | док | Романовы                                                          | Александра Фёдоровна, жена Николая II |
| 2015 | док | Кронштадт 1921                                                    | Наталья Константиновна Козловская     |

1990 - видеоклип «Ленинградское время» группы «Секрет».

### Роли в театре

#### Продюсерский центр «НикАрт»
- 2007 — «Соблазнительная мысль о скорой мимолетной связи» (режиссёр В. Воробьёв) по рассказу А. П. Чехова «Дама с собачкой» — Анна Сергеевна

### Режиссёр-постановщик в театре

#### Учебный театр «На Моховой»
- 1996 — «Маленький принц» Антуана де Сент-Экзюпери

#### Большой драматический театр имени Г. А. Товстоногова
- 1996 — «Счастливо повеситься» по пьесе Вадима Шмелёва «Прозрачная женщина»

#### Балтийский дом
- 1999 — «Маленькие трагедии» А. С. Пушкина

#### Театр на Васильевском
- 2000 — «Закликухи» — автор сценария и режиссёр[10]
- 2001 — «Ариадна» по пьесе Марины Цветаевой[11][12]
- 2005 — «Нос» по одноимённой повести Н. В. Гоголя[9][13][14][15]

#### Клоун-мим-театр «Мимигранты»
- 2002 — «Балаганчик» по драме Александра Блока

#### Театр на Литейном
- 2003 — «Буратино» по сказке А. Н. Толстого

#### Петербург-Концерт
- 2006 — «Василий Тёркин» А. Т. Твардовского
- 2006 — «Сентиментальные картинки» по произведению Н. М. Карамзина «Письма русского путешественника»
- 2007 — «Мост любви. Баскские пляски» (опера Тимура Когана) — либретто Светланы Свирко и Тимура Когана
- 2007 — «Битнички» по стихам Олега Григорьева

#### Мюзик-холл
- 2008 — «Дом кувырком» по стихам Олега Григорьева

#### Новокузнецкий драматический театр
- 2009 — «Морозко» по мотивам русской народной сказки — автор сценария и режиссёр

#### БКЗ «Октябрьский»
- 2009 — «Анна Ахматова» — музыка Светланы Сургановой (рок-группа «Сурганова и оркестр»)[16][17][18]

#### Академический драматический театр имени В. Ф. Комиссаржевской
- 2010 — «Крейцерова соната» по повести А. Н. Толстого — автор инсценировки и режиссёр[19][20][21]

#### Краснодарский академический театр драмы имени А. М. Горького
- 2012 — «Золушка» по мотивам сказки Шарля Перро — автор инсценировки и режиссёр

#### «Сатирикон» имени Аркадия Райкина
- 2013 — «Закликухи» — автор сценария и режиссёр

#### Антрепризы и свободные театры
- 1997 — «Случай №» по произведениям Даниила Хармса[22]

### Режиссёр-постановщик в кино
- 2007 — «Виктор Луферов. Парад инструментов на красном пальто» — песенный мультиинструментальный перформанс

## Призы и награды
- Приз Киевского международного кинофестиваля в номинации «Лучшая женская роль» за роль Анны Ахматовой (во снах) в фильме «Луна в зените»[23][24].
- Приз «За постоянную зрительскую любовь» I-го Театрального фестиваля «Режиссёр — профессия женская» за спектакль «Закликухи»[5].
- Приз «За самый изысканный спектакль» III-го Театрального фестиваля «Режиссёр — профессия женская» за спектакль «Мост любви. Баскские пляски»[25].

Поставленный режиссёром в Театре Сатиры на Васильевском спектакль «Нос» по одноимённой повести Н. В. Гоголя был снят с показа якобы «за сходство с носом первого лица российского государства».
Приз Киевского международного кинофестиваля в номинации «Лучшая женская роль» был вручен обеим исполнительницам роли Анны Ахматовой в фильме «Луна в зените» Светлане Крючковой и Светлане Свирко

## Публикации
- Свирко С. Закликухи // «Балтийские сезоны» : Альманах. — СПб., 2001. — № 3—4.